# ألبرت هندرسون
ألبرت هندرسون (29 أغسطس 1881 كامبريدج كندا - 20 أغسطس 1947 لوس أنجلوس الولايات المتحدة) هو لاعب كرة قدم كندي سابق كان يلعب كمهاجم، شارك في الألعاب الأولمبية الصيفية 1904.

## وصلات خارجية
- ألبرت هندرسون على موقع أوليمبيديا (الإنجليزية)